# Lat Bua Luang (huyện)
Lat Bua Luang (tiếng Thái: ลาดบัวหลวง) là một huyện (amphoe) ở phía nam của tỉnh Ayutthaya, miền trung Thái Lan.

## Lịch sử
Tambon Lat Bua Luang được tách từ Amphoe Bang Sai và chính thức thành huyện năm 1947.

## Địa lý
Các huyện giáp ranh (từ phía bắc theo chiều kim đồng hồ) là Bang Sai (บางซ้าย), Sena và Bang Sai (บางไทร) của tỉnh Ayutthaya, Sam Khok và Lat Lum Kaeo của tỉnh Pathum Thani, Sai Noi của tỉnh Nonthaburi, Bang Len của tỉnh Nakhon Pathom, và Song Phi Nong của tỉnh Suphanburi.

## Hành chính
Huyện này được chia thành 7 xã (tambon). Lat Bua Luang là một thị trấn (thesaban tambon) nằm trên một số vùng của tambon Lat Bua Luang.
| 1. | Lat Bua Luang        | ลาดบัวหลวง     |  |
| 2. | Lakchai              | หลักชัย         |  |
| 3. | Sam Mueang           | สามเมือง       |  |
| 4. | Phraya Banlue        | พระยาบันลือ     |  |
| 5. | Singhanat            | สิงหนาท        |  |
| 6. | Khu Salot            | คู้สลอด         |  |
| 7. | Khlong Phraya Banlue | คลองพระยาบันลือ |  |